# Savate

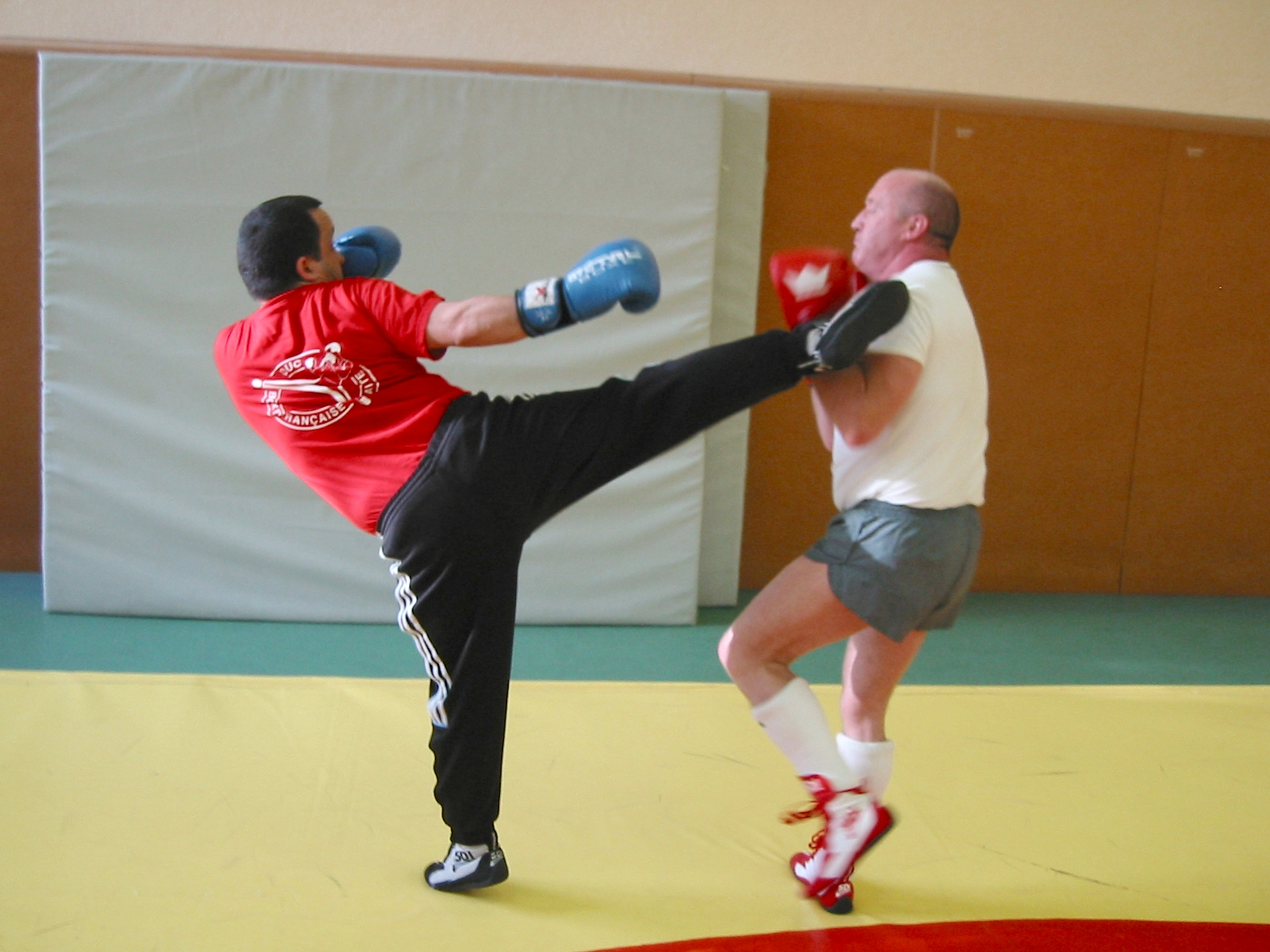
Allenamento di savate

La savate  è un'arte marziale francese, conosciuta anche con il nome di boxe francese savate. 
Vi sono altre discipline associate alla stessa savate che ne arricchiscono le potenzialità, quali la savate self- defence, la savate boxe de rue, canne baton, canne genovese e canne de combat.
È una delle 13 discipline ufficiali degli SportAccord Combat Games.

## Origini
La savate nacque nei sobborghi delle città Francesi nella seconda metà del XVIII secolo.
Dalla lotta di strada allo sport ufficiale contribuiscono Michel Casseux e Charles Lecour.
Successivamente, il Francese Joseph Charlemont rivoluzionò ulteriormente la Stavate, introducendo nuove tecniche di combattimento.
Con le guerre del novecento la Savate rischia di scomparire. Negli anni 1960 la federazione viene rifondata grazie all’intervento di Pierre Baruzy, riconosciuto come il padre fondatore del Savate moderno. Inizialmente prende il nome di Comité national français de boxe, per poi evolversi nell’attuale Fédération Française de Savate boxe française.

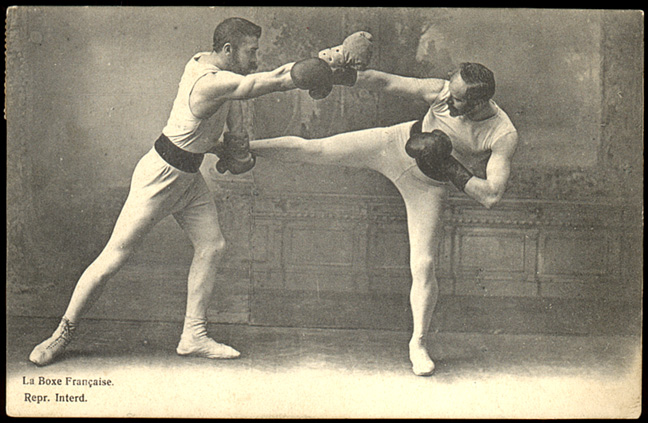
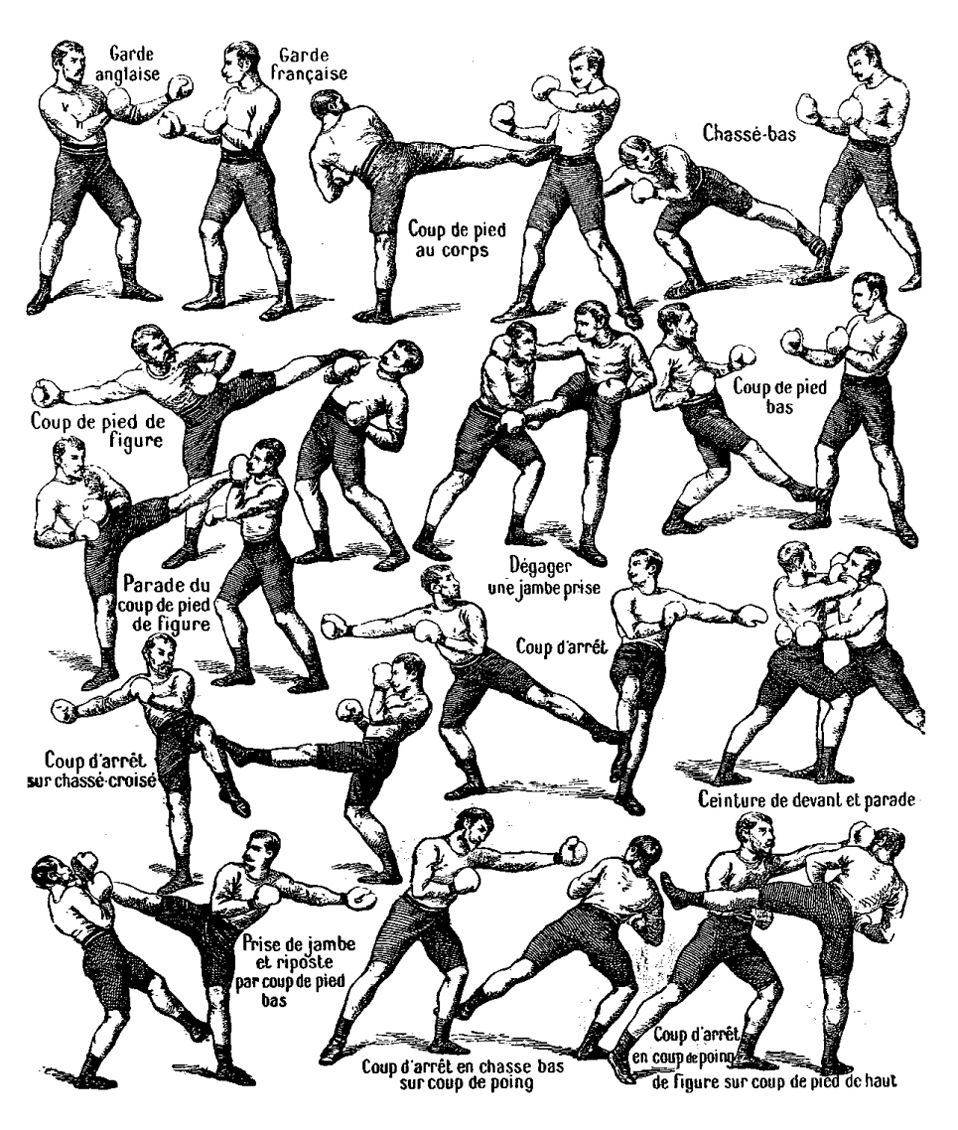
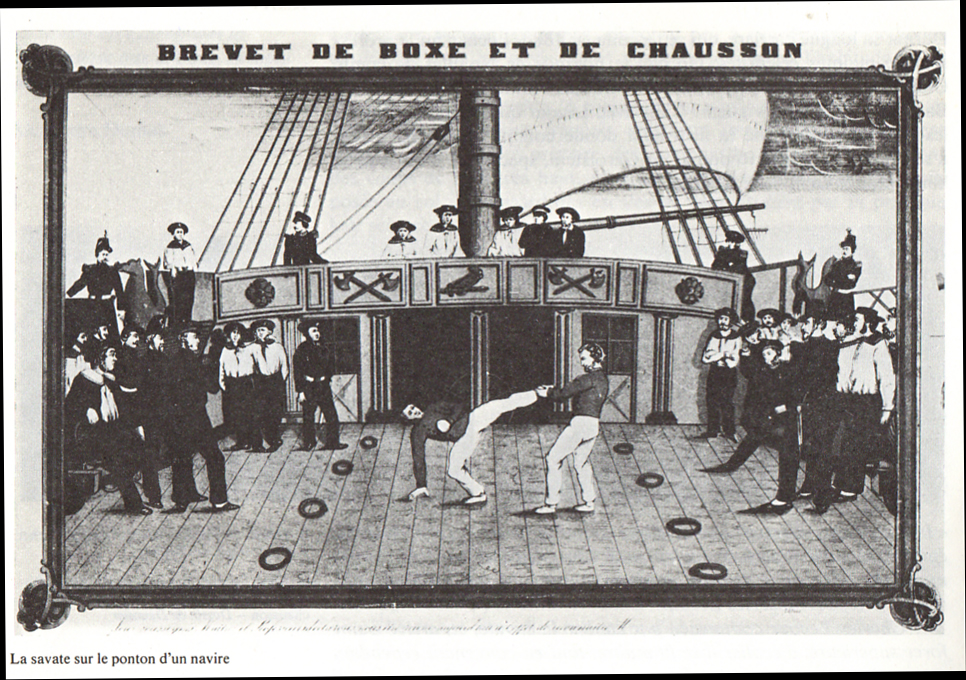
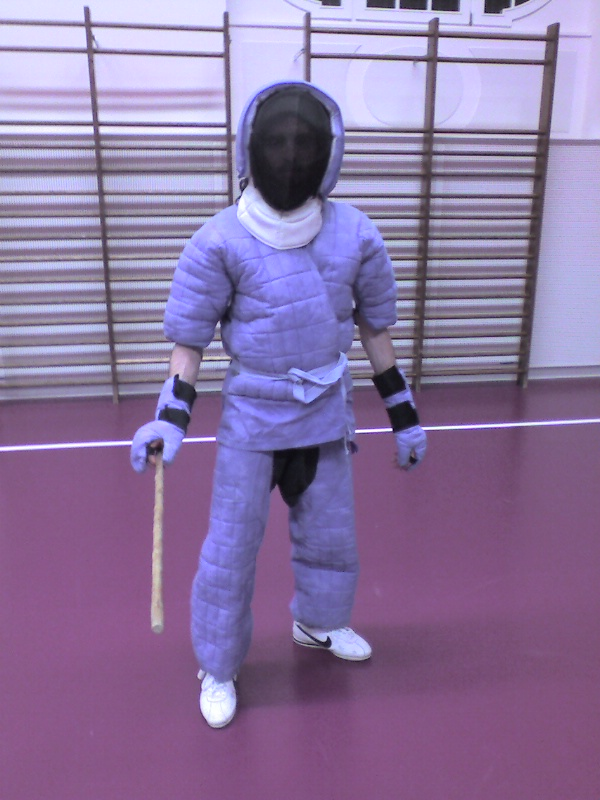
Tenuta per le canne da combattimento

## Tecniche
Il Savate: Tecniche di Pugno e Calcio
Il savate, arte marziale francese, incorpora le tecniche di pugno della boxe inglese, come il jab, il diretto, il gancio e l’uppercut, eseguiti con movimenti precisi e lineari. Questi colpi mirano a zone come le costole, il plesso solare e la mascella.
La Differenza: Le Tecniche di Calcio
Ciò che distingue il savate da altri stili come il muay Thai o il karate è la varietà e la potenza dei suoi calci, eseguiti con una tecnica di caricamento molto compatta e controllata:
- Chassé: simile al calcio laterale del karate, ma con la gamba caricata vicino al corpo e il ginocchio quasi toccante la spalla opposta. Il colpo, esplosivo come una molla, viene sferrato con il tallone e mira a ginocchio, coscia o plesso solare.
- Chassé frontale: ricorda il calcio frontale del karate, ma è anch’esso caricato in modo molto stretto e rilasciato con grande forza.
- Fouetté (calcio frustato): eseguito con un movimento a frusta, può essere simile al calcio circolare o al calcio a uncino. La gamba è caricata con il tallone vicino ai glutei, e il colpo viene portato con la punta del piede, permettendo una penetrazione più profonda. I bersagli includono ginocchio, coscia, plesso solare e volto.

## Competizione
Nella savate si usano scarpe senza tacco con suola e punta rinforzate. I colpi vengono portati con il collo, con la punta del piede e con i talloni. Si può colpire l'avversario ovunque tranne che sulla nuca o nel triangolo genitale, mentre un colpo portato sulla schiena non viene richiamato dall'arbitro ma non comporta nessun punteggio per chi lo sferra.
I colpi non hanno tutti lo stesso valore: i calci al viso, e in generale tutti quelli portati con le gambe (tranne quelli bassi), valgono di più di una serie infinita di colpi portati con le braccia.
L'equipaggiamento dei tiratori comprende, oltre che la caratteristica divisa detta 

### Tipi di competizione
Assalto: Il contatto è leggero e si sviluppa in tre riprese da un minuto e mezzo per i minorenni, laddove per i maggiorenni le riprese sono da due minuti; i tiratori sono tenuti a portare i colpi affondandoli leggermente. In caso di colpo non controllato, l'atleta interessato viene richiamato dall'arbitro; al terzo richiamo, il tiratore viene squalificato.
Nonostante ciò, si tratta d'una competizione vera e propria, dove gli atleti sono portati a mostrare il meglio delle tecniche apprese cercando di lasciare il minor spazio possibile all'avversario.
Il vincitore viene decretato dai giudici di gara, che valutano solo i colpi portati a segno e soprattutto lo stile dell'atleta. Attualmente le manifestazioni più importanti di assault" sono i campionati mondiali, gli europei e il campionato di Francia, molto seguito a causa dell'elevato livello tecnico dei partecipanti.
Precombat:
il combattimento di seconda serie si sviluppa in tre riprese da due minuti. Il contatto è pieno e il KO valido. I tiratori indossano tutte le protezioni, come nell'assalto.
Il vincitore dell'incontro viene decretato dai tre giudici ai lati del quadrato in base alla potenza e alla precisione dei colpi oppure per ko.
Combattimento di prima serie:
Il combattimento Elite A e B non prevede l'uso di caschetto e paratibia, le riprese sono cinque da tre minuti; è riservato ad atleti esperti o professionisti.
Savate PRO o Chauss'Fight: La Savate PRO conosciuta anche come Chauss'fight, è un combattimento solo per professionisti di Savate e Kickboxing. La disciplina è un misto tra le due discipline e gli atleti possono competere usando le tecniche di savate come quelle della kickboxing, con l'uso consentito della tibia. Gli atleti devono indossare i pantaloni dell'accademica da savate e le scarpe, e combattono a torso nudo; queste competizioni come la prima serie, non prevedono l'utilizzo delle paratibie o del caschetto.

## Antiche Tecniche Vietate
Nella savate alcune tecniche sono state vietate per la sua pericolosità e per il rallentamento del ritmo durante il combattimento.
- Colpo di Piede basso Stile Genovese
- Colpo di Piede alto Stile Genovese
- Colpo di Piede montante di punta
- Colpo di Piede con la mano a terra
- Colpo di volteggio
- Pugno a dorso
- Bolo Punch
- Colpo di Piede Puntato con la mano a terra[senza fonte]

## Riferimenti Culturali
- Nella serie manga One Piece ,il mangaka Eiichirō Oda, per lo stile di combattimento del personaggio di Sanji, si è ispirato alla Savate. Sebbene le tecniche non siano basate testualmente sulla savate, e i pugni non vengono utilizzati dal personaggio, le singole tecniche hanno nomi in francese e gli altri interessi del personaggio traggono spunto dalla cultura francese tradizionale (come la cucina e il vino).
- Nei fumetti DC Comics, il supereroe NightwingNightwing, alias Dick Grayson,  è un esperto di arti marziali, cui numerose abilità includono anche la conoscenza e l'utlizzo della boxe francese savate.
- Nella serie manga giapponese Medaka Box, Zenkichi Hitoyoshi è un maestro di Savate.
- Nei fumetti Marvel , il mercenario criminale Batroc the Leaper , avversario di Capitan America afferma di essere un ex combattente di Savate.
- Remy del videogioco Street Fighter III: 3rd Strike usa come stile di combattimento la boxe francese Savate.
- Nel film La Prova (The Quest), il protagonista Christopher Dubois, interpretato da Jean-Claude Van Damme, affronta al primo combattimento un combattente francese esperto di Savate.
- John Crawley del videogioco Art of Fighting e The King of Fighters usa la Savate nel suo stile di arti marziali.
- Nei videogiochi Tekken , il personaggio brasiliano Katarina Alves usa la Savate come stile di combattimento.
- Nella prima serie di giochi survival horror Alone in the Dark, il protagonista Edward Carnby utilizzava la Savate come metodo di combattimento a mani nude.
- Ash Crimson di The King of Fighters combatte con uno stile Savate di base che utilizza le sue fiamme verdi.
- In "Dr. Wells is Missing", un episodio del 1974 di The Six Million Dollar Man, un maestro di savate di nome Pierre combatte con Steve Austin, utilizzando lo stile originale basato solo sui calci.
- Nel film The Fighter, il protagonista Joseph Charlegrand, interpretato da Olivier Gruner, è un ex soldato francese esperto di Savate.
- Nel film Lionheart, il protagonista Lyon Gaultier, interpretato da Jean-Claude Van Damme, è un ex soldato che utilizza la Savate imparata nella Legione Straniera Francese.
- Nel film Il Tempo delle Mele 2, il nuovo amore di Vic, il personaggio Philippe, pratica Savate.
- Nel manga Worst, il personaggio di Guriko Hanaki pratica boxe francese Savate.
- Nel film Kiss of The Dragon, il gemello più piccolo avversario di Jet Li, interpretato da Cyril Raffaelli, è un combattente di Savate.
- Alcune delle tecniche della Savate sono state utilizzate da Bruce Lee per la creazione del Jeet Kune Do.
- L'attore cinese Dylan Wang è un praticante, sin da bambino, di Savate.
- Nel fumetto Street Fighter III, il personaggio di Guile, durante una conversazione con Charlie Nash, parla della Savate come disciplina dura ed efficace.